# Лесные сони
Лесные сони (лат. Dryomys) — род грызунов семейства соневые, включает 3 вида, распространённые на большей части территории Евразии. Они обитают в лесах и густых зарослях. Длина головы и туловища в общей сложности составляет 8-13 см, а хвоста — 6-11 см. Масса тела этих зверьков составляет 18-36 г.

## Образ жизни
Ведут ночной образ жизни. Днём лесные сони спят в дуплах или норах, а ночью они находятся на низких ветвях деревьев и кустарниках. На деревьях они чувствуют себя как дома.

## Питание
Питаются семенами, желудями, почками деревьев, беспозвоночными, птичьими яйцами и птенцами.

## Размножение
Период размножения лесных сонь приходится на март-декабрь в южных областях ареала и май-август в северных. Беременность длится 21-30 дней, и на свет рождается от 2 до 5 детёнышей за один раз.

## Виды
- Dryomys laniger Felten et Storch, 1968 — Анатолийская соня, или пушистая соня — обитает в карстовых ландшафтах Центрального и Западного Тавра.
- Dryomys niethammeri Holden, 1996 — Белуджистанская соня, или пакистанская соня — обитает в горах на востоке Пакистанского Белуджистана.
- Dryomys nitedula (Pallas, 1778) — Лесная соня — наиболее широко распространённый вид рода. Встречается на территории России.